# Nationale Verzehrsstudie II
Die Nationale Verzehrsstudie II (NVS II) war eine bundesweite Erhebung zur Ernährungssituation von Jugendlichen und Erwachsenen im Zeitraum November 2005 bis Januar 2007, die vom Bundesministerium für Ernährung, Landwirtschaft und Verbraucherschutz in Auftrag gegeben und von der Bundesforschungsanstalt für Ernährung und Lebensmittel durchgeführt wurde.

## Nationale Verzehrsstudie I
Die erste Nationale Verzehrsstudie wurde zwischen 1985 und 1989 erhoben. Das Lebensmittelangebot und die Ernährungsgewohnheiten wandelten sich seitdem deutlich. Mit der zweiten Nationalen Verzehrsstudie sollte erforscht werden, wie sich der Lebensmittelverzehr und die Nährstoffversorgung der in Deutschland lebenden Menschen verändert hat. Beispiel für die Veränderung ist der zunehmende Verzehr von Fast Food oder Convenience Food (küchenfertigen Gerichten wie Tiefkühlpizzen). Außerdem haben ausländische Gerichte (z. B. mediterrane oder asiatische Küche) Einzug gehalten und fast alle Obstsorten sind ganzjährig erhältlich (z. B. Erdbeeren im Winter aus Südafrika).
Durchgeführt wurde die Studie von der Bundesforschungsanstalt für Ernährung und Lebensmittel in Karlsruhe. Auftraggeber ist das Bundesministerium für Ernährung, Landwirtschaft und Verbraucherschutz. Die erste Studie lag fast 20 Jahre zurück und betraf nur die alten Bundesländer. Aktuelle, für das Bundesgebiet repräsentative Informationen sind dringend erforderlich für Präventionsprogramme, die Verbraucheraufklärung sowie für konkrete Empfehlungen an Risikogruppen.

## Initiatoren
Auftraggeber war das Bundesministerium für Ernährung, Landwirtschaft und Verbraucherschutz. Die Organisation und Auswertung übernahm ein NVS-Projektteam bei der Bundesforschungsanstalt für Ernährung und Lebensmittel, Karlsruhe, unter der Projektkoordination von Cornelie Pfau, zuvor: Christine Brombach, Ulrich Oltersdorf. Die Datenerhebung führte TNS Healthcare, München durch. Es wurden ca. 20.000 Teilnehmer im Alter von 14 bis 80 Jahren in 500 Studienzentren deutschlandweit auf Basis der Daten der Einwohnermeldeämter vom November 2005 bis Januar 2007 durch acht Untersuchungsteams mit jeweils vier Mitarbeitern befragt. Die Standzeit der Teams war jeweils drei Tage an jedem Ort. Jeder Teilnehmer erhielt auf Wunsch eine detaillierte Auswertung seiner Essensgewohnheiten.
Die Ergebnisse der NVS II wurden am 30. Januar 2008 veröffentlicht.

## Ziele
Die NVS II hat zum Ziel, für Deutschland repräsentative Daten zum aktuellen und üblichen Verzehr an Lebensmitteln aufzuzeigen und den Ernährungsstatus der Bevölkerung abzubilden. Die Verzehrsdaten ermöglichen Aussagen darüber, welche Nährstoffe die Bundesbürger zu sich nehmen. Untersucht wird beispielsweise, wie hoch der Fettanteil in der täglichen Kost ist und welche Vitamine oder Mineralstoffe mit der Nahrung aufgenommen werden. Gleichzeitig wird die Menge an Lebensmitteln erhoben, inwieweit z. B. angereicherte Lebensmittel oder Bio-Lebensmittel verzehrt werden.
Zusätzlich werden Körpergröße und -gewicht, Angaben zur körperlichen Aktivität und soziodemographische Daten (Alter, Geschlecht etc.) ermittelt. Diese Angaben geben Auskunft über den allgemeinen Gesundheitszustand.
Angaben zu Ernährungsgewohnheiten (wer isst wann, wo, was) geben wichtige Hinweise für individuelle und alltagstaugliche Ernährungsempfehlungen.

## Methoden
Bundesweit wurden zwischen November 2005 und Januar 2007 rund 20.000 deutschsprachige Personen aus 500 zufällig ausgewählten Gemeinden befragt. Die Teilnehmer waren zwischen 14 und 80 Jahre alt und lebten in Privathaushalten. Der lange Untersuchungszeitraum wurde gewählt, um auch saisonale Effekte zu berücksichtigen.
Das persönliche Interview wurde an einem für den Teilnehmer nahegelegenen Ort, z. B. der Grundschule, durchgeführt. Dabei wurden die üblichen Ernährungsgewohnheiten sowie die Körpermaße ermittelt. Der aktuelle Verzehr der letzten 24 Stunden wurde anschließend, innerhalb der folgenden zwei Monate, an zwei zufällig ausgewählten Tagen in telefonischen Interviews erfragt.
Insgesamt wurden fünf Methoden zur Datenerhebung bei der NVS II angewandt:
1. Diet History Methode (persönliches Interview über die Essgewohnheiten der letzten vier Wochen)
2. Capi (Computer Assisted Personal Interview – Abfrage des Gesundheitsverhaltens und der soziodemografischen Daten)
3. 24-Stunden-Recall per CATI (Computer Assisted Telephone Interview – Abfrage der Nahrungsaufnahme der letzten 24 Stunden)
4. Allgemeiner Fragebogen zu den Ernährungsgewohnheiten und Wissen rund um das Thema Ernährung und
5. Wiegeprotokoll (1000 Teilnehmer wiegen an zwei mal vier Tagen ihre Mahlzeiten ab und notieren alles in einem Tagebuch)

## Einige Ergebnisse
- 66 % der Männer und ca. 51 % der Frauen in Deutschland sind übergewichtig (BMI ≥ 25) oder adipös (fettsüchtig, BMI ≥30)
- Mit zunehmendem Alter steigt der Anteil Übergewichtiger und Fettsüchtiger deutlich an: Im Alter zwischen 70 und 80 Jahren sind 84 % der Männer und 74 % der Frauen übergewichtig oder adipös
- 75 % der Jungen und 77 % der Mädchen im Alter zwischen 14 und 17 Jahren sind normalgewichtig
- Der Anteil von untergewichtigen Mädchen steigt im Alter zwischen 14 und 17 Jahren von 4 % auf 10 % an
- Der Median der Bevölkerung in Deutschland hat eine gute Versorgung mit Vitaminen und Nährstoffen, mit Ausnahme von Vitamin D, Folsäure und Jod, die deutliche Defizite aufweisen.
- 48 % der Männer und 49 % der Frauen erreichen die empfohlene tägliche Zufuhr von Vitamin E nicht, 82 % der Männer und 91 % der Frauen nicht die empfohlene tägliche Zufuhr von Vitamin D.[2]
- Es ernähren sich in Deutschland weniger als 0,1 % der Bevölkerung vegan, insgesamt also ca. 80.000 Menschen.
- Der Fleischkonsum sinkt mit der Bildung. „Die Oberschicht verzehrt damit nur etwa 80 % der Fleisch, Fleischerzeugnisse und Wurstwaren im Vergleich zu den unteren Schichten.“[3]